# KF Skënderbeu Korçë
KF Skënderbeu Korçë je albanski nogometni klub iz grada Korçë.
Klub se trenutno natječe u Albanskoj Superligi, najvišem nogometnom rangu natjecanja u Albaniji. Osnovan je izvorno kao Vllazëria Korçë 1909. godine, a u sadašnjem obliku osnovana je 1925. godine nakon spajanja nekoliko lokalnih klubova, te je dobio ime Skënderbeu Korçë, prema albanskom nacionalnom heroju Skenderbegu. Domaće utakmice igra na Skenderbegovom stadionu koji je sagrađen 1957. godine, a sada ima kapacitet od 12.000 mjesta.
Klub je 8 puta osvojio prvu ligu Albanije, a 6 puta je igrao u finalu nacionalog kupa kojeg je osvojio tek iz 6. pokušaja.
Osvojenim prvim mjestom u Superligi Albanije 2011. godine, klub je prvi put u svojoj povijesti izborio plasman u europska natjecanja, gdje je u 2. kolu kvalifikacija za Ligu prvaka igrao protiv ciparskog APOEL-a. Skënderbeu je poražen u oba susreta s 2:0 i 4:0 i tako ispao na startu natjecanja.

## Klupski uspjesi

### Domaći uspjesi
Superliga:
- Prvak (8): 1933., 2010./11., 2011./12., 2012./13., 2013./14., 2014./15., 2015./16., 2017./18.
- Drugi (3): 1930., 1934., 1976./77.

- Prvak  (3): 1975./76., 2004./05., 2006./07.
- Drugi (3): 1989./90., 1994./95., 2004./05.

Albanski nogometni kup:
- Prvak (1): 2017./18.
- Finalist (5): 1958., 1964./65., 1975./76., 2011./12., 2016./17.

Albanski nogometni superkup:
- Prvak  (3): 2013., 2014., 2019.
- Finalist (4): 2011., 2012., 2015., 2016.

## Europska natjecanja
| Sezona    | Natjecanje         | Krug        | Klub                | Kod kuće     | U gostima | Ukupno                 |
| --------- | ------------------ | ----------- | ------------------- | ------------ | --------- | ---------------------- |
| 2011./12. | UEFA Liga prvaka   | 2Q          | APOEL               | 0–2          | 0–4       | 0–6                    |
| 2012./13. | UEFA Liga prvaka   | 2Q          | Debrecen            | 1–0          | 0–3       | 1–3                    |
| 2013./14. | UEFA Liga prvaka   | 2Q          | Neftchi Baku        | 1–0 (prod.)  | 0–0       | 1–0                    |
| 2013./14. | UEFA Liga prvaka   | 3Q          | Shakhter Karagandy  | 3–2          | 0–3       | 3–5                    |
| 2013./14. | UEFA Europska liga | Doigravanje | FK Čornomorec Odesa | 1–0 (produ.) | 0–1       | 1–1 (6–7 jedanasterci) |
| 2014./15. | UEFA Liga prvaka   | 2Q          | BATE Borisov        | 1–1          | 0–0       | 1–1                    |
| 2015./16. | UEFA Liga prvaka   | 2Q          | Crusaders           | 4–1          | 2–3       | 6–4                    |
| 2015./16. | UEFA Liga prvaka   | 3Q          | Milsami Orhei       | 2–0          | 2–0       | 4–0                    |
| 2015./16. | UEFA Liga prvaka   | Doigravanje | Dinamo Zagreb       | 1–2          | 1–4       | 2–6                    |
| 2015./16. | UEFA Europska liga | Groupa H    | Beşiktaş            | 0–1          | 0–2       | 4. mjesto              |
| 2015./16. | UEFA Europska liga | Groupa H    | Lokomotiv Moskva    | 0–3          | 0–2       | 4. mjesto              |
| 2015./16. | UEFA Europska liga | Groupa H    | Sporting CP         | 3–0          | 1–5       | 4. mjesto              |

bilješke
- 1Q: prvo pretkolo
- 2Q: drugo predkolo
- 3Q: trećepredkolo

## Vanjske poveznice
- Službene stranice kluba  Arhivirana inačica izvorne stranice od 26. travnja 2016. (Wayback Machine)